# Inn
Inn (rétorománsky En, latinsky Aenus/Oenus, řecky Αἶνος [âi̯.nos], česky též Jin) je řeka ve střední Evropě. Protéká územím Švýcarska (kanton Graubünden), Rakouska (Tyrolsko) a Německa (Bavorsko). Je to pravý přítok Dunaje. Do Dunaje přitéká v Pasově. Je 517 km dlouhá. Povodí má rozlohu 26 100 km².

## Průběh toku
Pramení ve východním Švýcarsku v pohoří Platta pod Pass Lunghin (trojmoří). Na horním toku protéká údolím Engadin. V hluboké dolině pod Rosenheimem protíná Bavorskou planinu. Před ústím do Dunaje protéká výběžkem Bavorského lesa.

### Přítoky
- zprava – Flaz, Spöl, Clemgia, Faggenbach, Pitze, Ötztaler Ache, Melach, Sill, Ziller, Alpbach, Wildschönauer Ache, Kelchsauer Ache, Weißache, Kaiserbach, Rohrdorfer Ache, Sims, Murn, Alz, Salzach, Mattig, Pram, Antiesen,
- zleva – Schergenbach, Sanna, Gurglbach, Brandenberger Ache, Kieferbach, Mangfall, Attel, Isen, Rott

Nejdelšími přítoky jsou:
| Přítok                                           |       | Délka v km | Povodí v km² | Průtok MQ* v m³/s |
| ------------------------------------------------ | ----- | ---------- | ------------ | ----------------- |
| Spöl                                             | pravý | 42         | 310          | 10,8              |
| Sanna                                            | levý  | 53,2       | 728          | 20,0              |
| Ötztaler Ache                                    | pravý | 66,5       | 894          | 31,3              |
| Sill                                             | pravý | 42,2       | 855          | 24,5              |
| Ziller                                           | pravý | 55,7       | 1135         | 44,5              |
| Brandenberger Ache                               | levý  | 33,1       | 282          | 10,4              |
| Brixentaler Ache                                 | pravý | 28         | 330          | 10,9              |
| Mangfall                                         | levý  | 58         | 1099         | 26,9              |
| Isen                                             | levý  | 76         | 586          | 5,6               |
| Alz                                              | pravý | 150        | 2239         | 68,5              |
| Salzach                                          | pravý | 225        | 6700         | 252               |
| Rott                                             | levý  | 111,4      | 1200         | 9,3               |
| * Střední průtok na úrovni přítoku nejblíže ústí |       |            |              |                   |

### Osídlení
Na řece leží města Sankt Moritz, Landeck, Innsbruck, Hall in Tirol, Schwaz, Kufstein, Rosenheim, Mühldorf am Inn, Wasserburg am Inn, Mühldorf am Inn, Braunau am Inn, Schärding, Passau.

## Vodní režim
Na jaře a v létě je vodní stav vysoký a na podzim a v zimě naopak nízký. Průměrný dlouhodobý průtok v ústí činí 800 m³/s maximální až 7000 m³/s.

## Využití
Od ústí Salice je možná vodní doprava. Řeka se využívá k plavení dřeva. V Rakousku a v Německu je na řece kaskáda vodních elektráren.

## Galerie

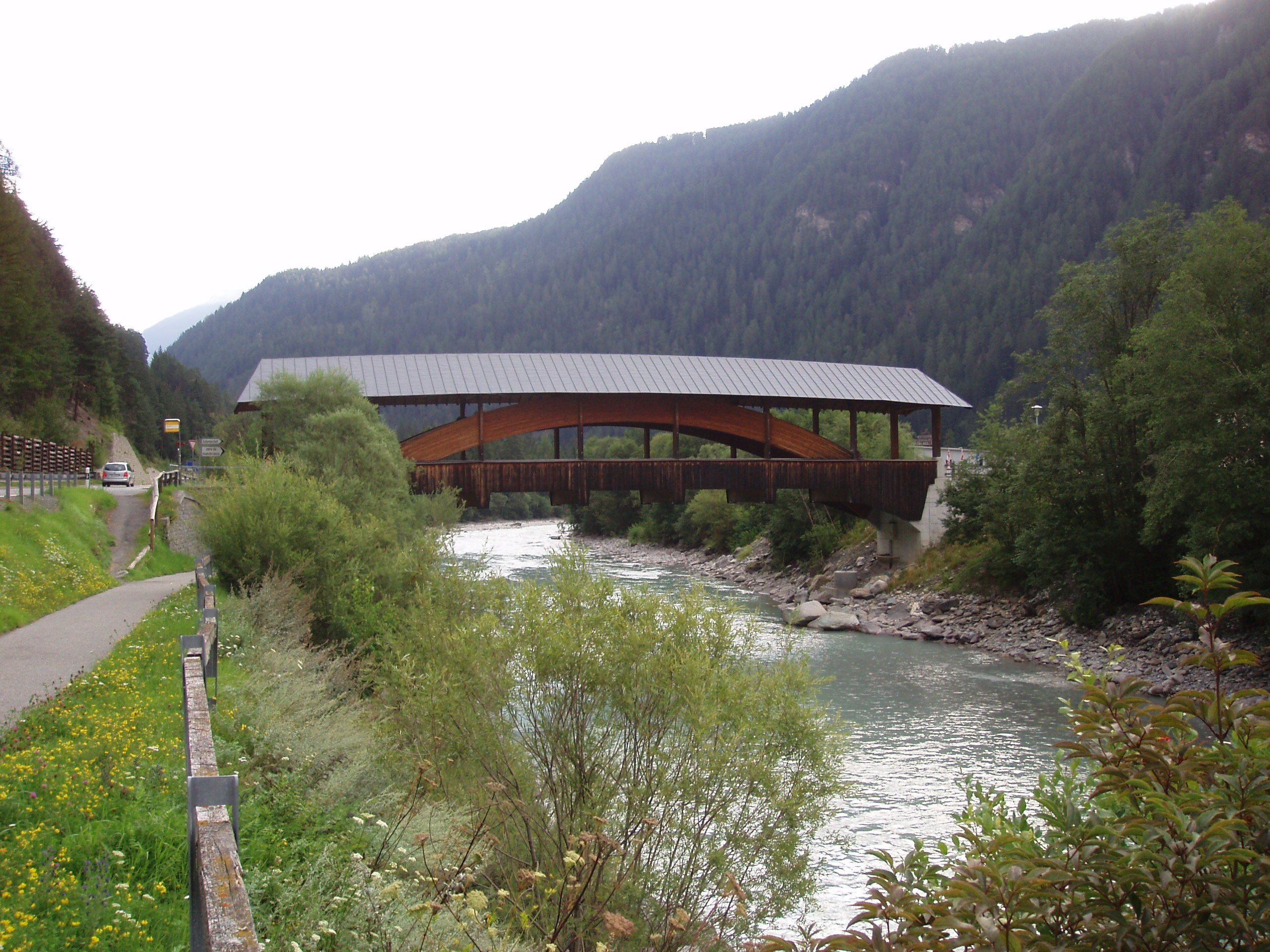
Inn u obce Martina v Engadinu
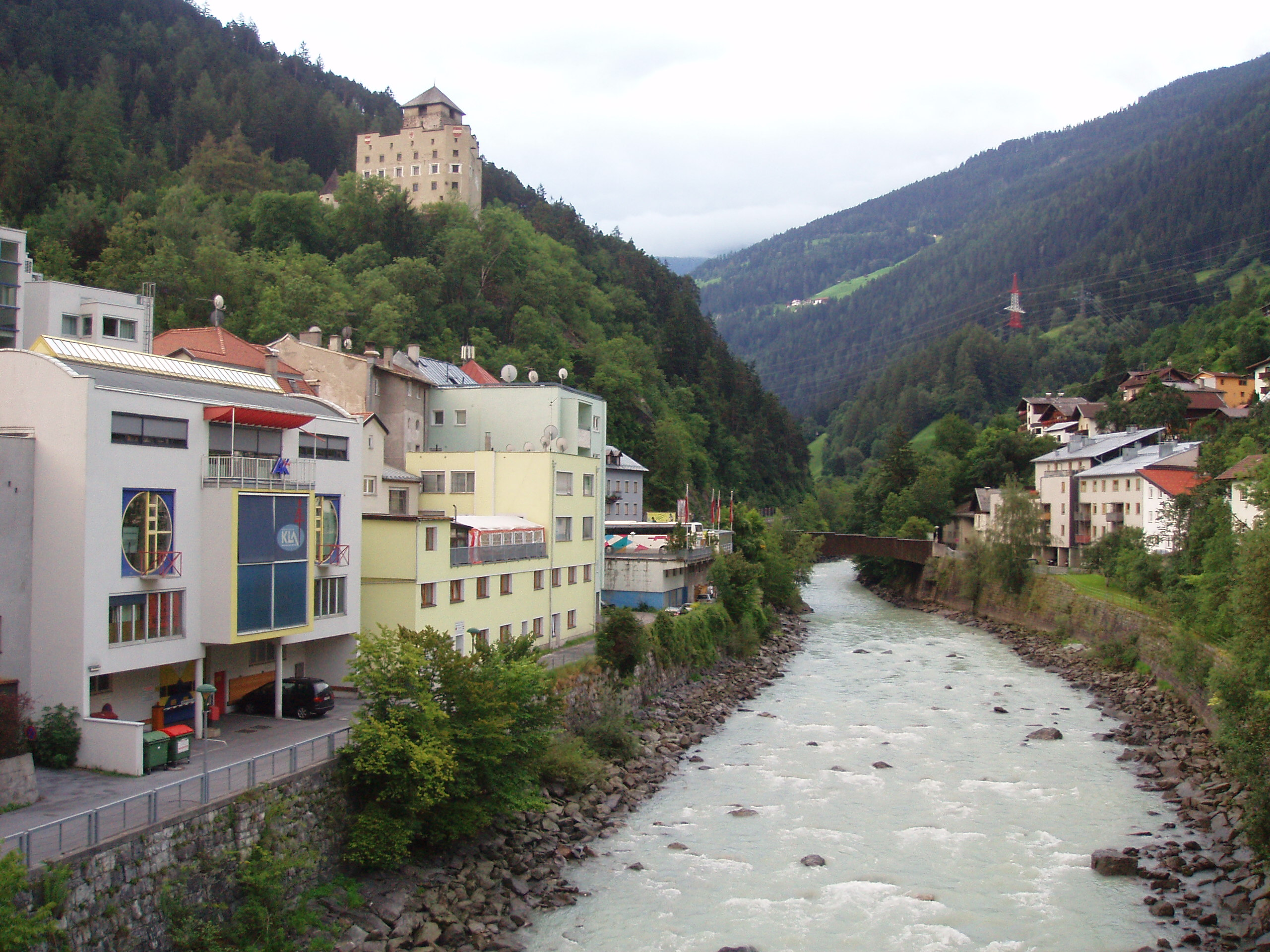
Inn v Landecku v Tyrolsku
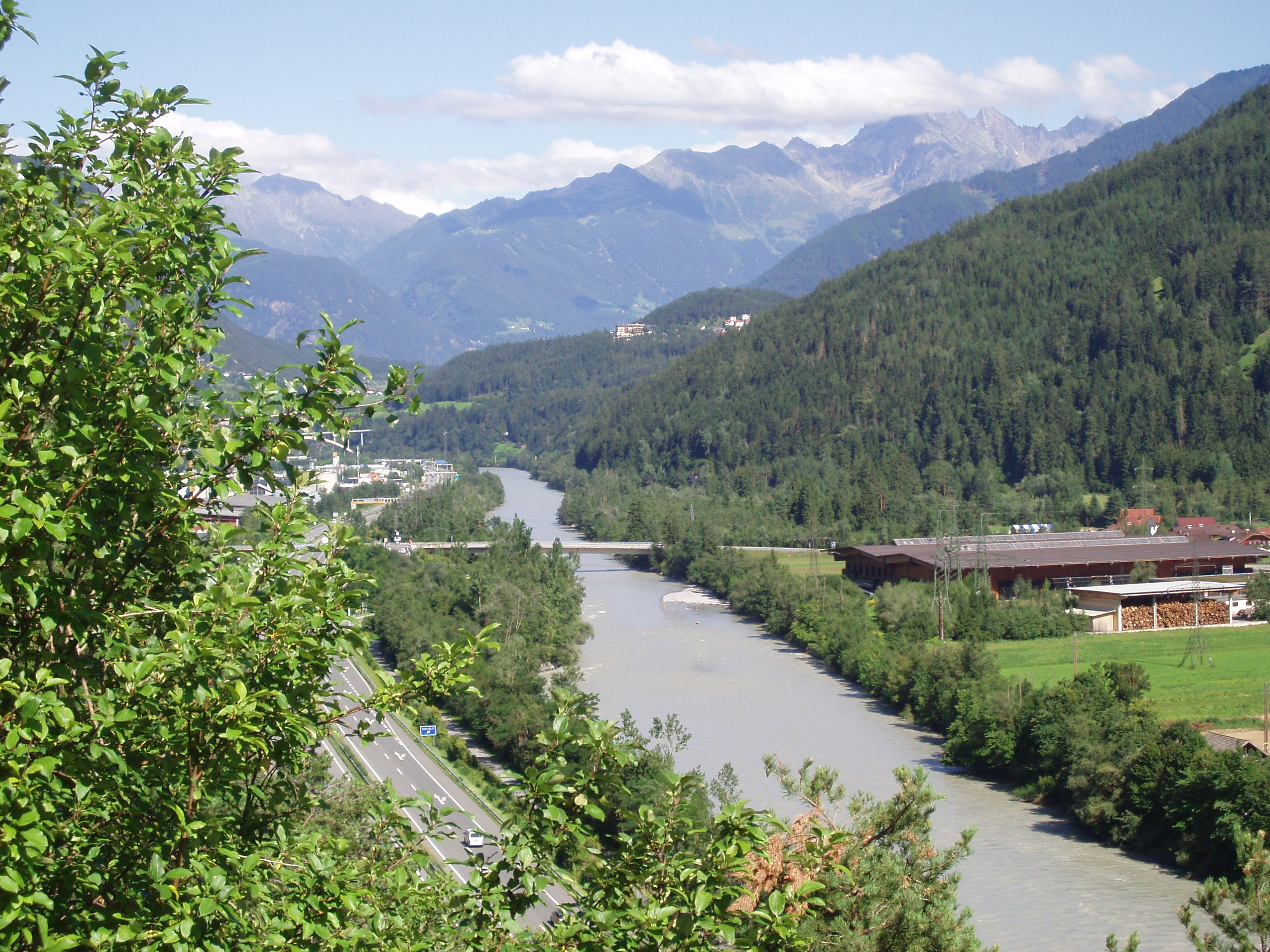
Inn u obce Imst v Rakousku